# Comment réussir quand on est con et pleurnichard
Comment réussir quand on est con et pleurnichard är en fransk komedifilm från 1974 i regi av Michel Audiard.

## Rollista i urval
- Jean Carmet - Antoine Robineau
- Jean-Pierre Marielle - Gérard Malempin
- Stéphane Audran - Cécile Malempin
- Jane Birkin - Jane
- Evelyne Buyle - Marie-Josée Mulot
- Jean Rochefort - Foisnard
- Daniel Prévost - Carducci
- Robert Dalban - Léonce
- Jacqueline Doyen - Mme. Léonce
- Michel Audiard - sjuksköterskan